# 沙里頓縣 (密蘇里州)
沙里頓县（英語：Chariton County）是美國密蘇里州北部的一個縣，南界密蘇里河。面積1,990平方公里。根據美國2000年人口普查，共有人口8,438人。縣治基茨維爾（Keytesville）。
成立於1820年11月16日。縣名可能以沙里頓河或沙里頓鎮 （1832年廢鎮）為名。